# كينيث شتاينر
كينيث شتاينر (بالإنجليزية: Kenneth Steiner)‏ هو كاهن كاثوليكي أمريكي، ولد في 25 نوفمبر 1936 في ديفيد سيتي في الولايات المتحدة.